# Вальтер Гам
Вальтер Гам (нім. Walter Hahm; 21 грудня 1894 — 11 серпня 1951) — німецький воєначальник, генерал піхоти вермахту (30 січня 1945). Кавалер Лицарського хреста Залізного хреста з дубовим листям.

## Біографія

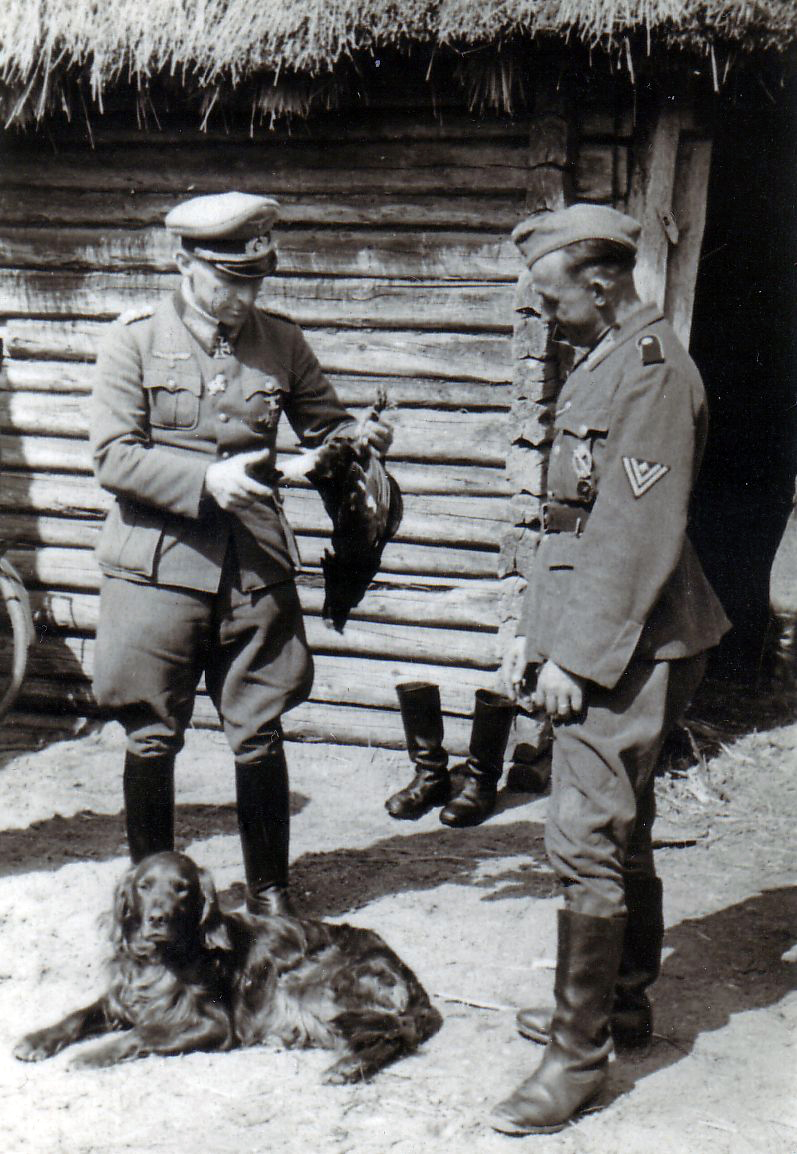
Генерал-лейтенант Гам (ліворуч) в розташуванні своєї дивізії (16 травня 1943).

Учасник Першої світової війни. Після демобілізації армії залишений в рейхсвері, служив в кулеметних частинах. З 15 жовтня 1935 року — інспектор військового училища в Мюнхені. З 26 серпня 1939 року — у резерві ОКГ. З 7 лютого по 20 вересня 1940 року — командир 2-го батальйону 81-го піхотного полку. Учасник Французької кампанії. З 21 грудня 1940 року — командир 480-го піхотного полку. Учасник Німецько-радянської війни, відзначився у боях на Десні і під Черніговом. З 1 січня 1942 по 9 листопада 1943 року — командир 260-ї, з 1 квітня по 30 вересня 1944 року — 389-ї піхотної дивізії, з 30 січня 1945 року — 82-го, з 15 по 20 квітня 1945 року — 13-го армійського корпусу. 8 травня 1945 року взятий у полон союзниками. В 1947 році звільнений.

## Нагороди
- Залізний хрест
- 2-го класу (3 грудня 1914)
  - 1-го класу (4 вересня 1917)
- Хрест «За військові заслуги» (Австро-Угорщина) 3-го класу з військовою відзнакою
- Почесний хрест ветерана війни з мечами
- Медаль «За вислугу років у Вермахті» 4-го, 3-го, 2-го і 1-го класу (25 років)
- Застібка до Залізного хреста
  - 2-го класу (27 травня 1940)
  - 1-го класу (12 червня 1940)
- Лицарський хрест Залізного хреста з дубовим листям
  - Лицарський хрест (15 листопада 1940 р.)
  - Дубове листя (№ 676; 9 грудня 1944 р.)
- Медаль «За зимову кампанію на Сході 1941/42»
- Відзначений у Вермахтберіхт (9 жовтня 1944 р.)